# Понеділок
Понеді́лок — перший день тижня між неділею та вівторком.

## Історичний аспект
У давніх римлян та в північногерманських племен був присвячений Місяцю (нім. Mon(d)tag — день Місяця). Слов'янське слово «понеділок» утворилося від словосполучення «після неділі» (по неділі).
Понеділок іноді є першим днем тижня, а іноді другим днем (традиційна точка зору, що походить з давньої Юдеї та все ще залишається стандартом у деяких країнах, наприклад, у США).
У багатьох країнах культура розглядає понеділок як початок тижня, оскільки зазвичай саме в понеділок дорослі вертаються до роботи, а діти йдуть до школи після вихідних.

## Походження назви в мовах світу
Назва понеділка у слов'янських мовах пов'язана з назвою попереднього дня тижня: він йде зразу за неділею, «по неділі».
У стародавніх римлян понеділок був посвячений Місяцю, тому так і називався лат. Dies Lunae («День Місяця»). У багатьох сучасних мовах слово «понеділок» має таку ж семантику: фр. lundi, ісп. el Lunes, італ. Lunedi — у романських, нім. Montag, англ. Monday, дан. Mandag, швед. Mendag — у германських (від прагерм. Mánadagr, германське походження має і фін. Maanantai). На санскриті — Сомавар (день Соми).
У японській мові «понеділок» також звучить, як «день місяця» (月曜日).
У португальській мові «понеділок» звучить, як «другий день (від суботи)» (segunda-feira), аналогічне значення мають назви грецькою Δευτέρα (дефтера), грузинською ორშაბათი (оршабаті), таджицькою душанбе, казахською дүйсенбі, вірменською Երկուշաբթի (йеркушабти́).

## Понеділок в українській культурі
В Україні існувало поняття «понеділкувати» — постити. Звичаю цього дотримувалися здебільшого жінки та дівчата. Якщо дівчина хотіла якнайшвидше вийти заміж за доброго хлопця, вона постила в понеділок. Жінки «понеділкували», вимолюючи в Бога щастя в подружньому житті.
Три пости — Великий, Петрівський, Спасівський починаються в понеділок.
Проте, за давніми уявленнями, саме понеділок вважали початком творення світу. І саме це вірування — в основі багатьох заборон або ж, навпаки, приписів. Так, на Полтавщині в понеділок засівали ниву, на Поділлі ж — саме із причини заснування Богом світу в цей день і, відповідно, пошанування його — забороняли починати будь-яку справу. Проте найбільшим гріхом було одягати в понеділок нову сорочку. Сорочка — двійник людини, вона стає її другим тілом. Стара сорочка має всі риси та властивості людини, яка її давно носить, — «своя сорочка ближча до тіла». Сорочка нова — ще не «освоєна», вона ще належить світу природи, чужому світу.
У понеділок, як, зрештою, і в середу, п'ятницю та суботу, не можна було золити білизни. Тим же, хто все-таки хотів братися до цієї праці по понеділках, радили в Жилавий понеділок — тобто перший Великого посту, випити три ложки золи, що біжить із-під сорочок.
Понеділок здавна шанували як день святий. Саме він, вважали на Білгородщині, на тім світі стрічає людину й розпитує про гріхи.